# Palazzo dei Capitani

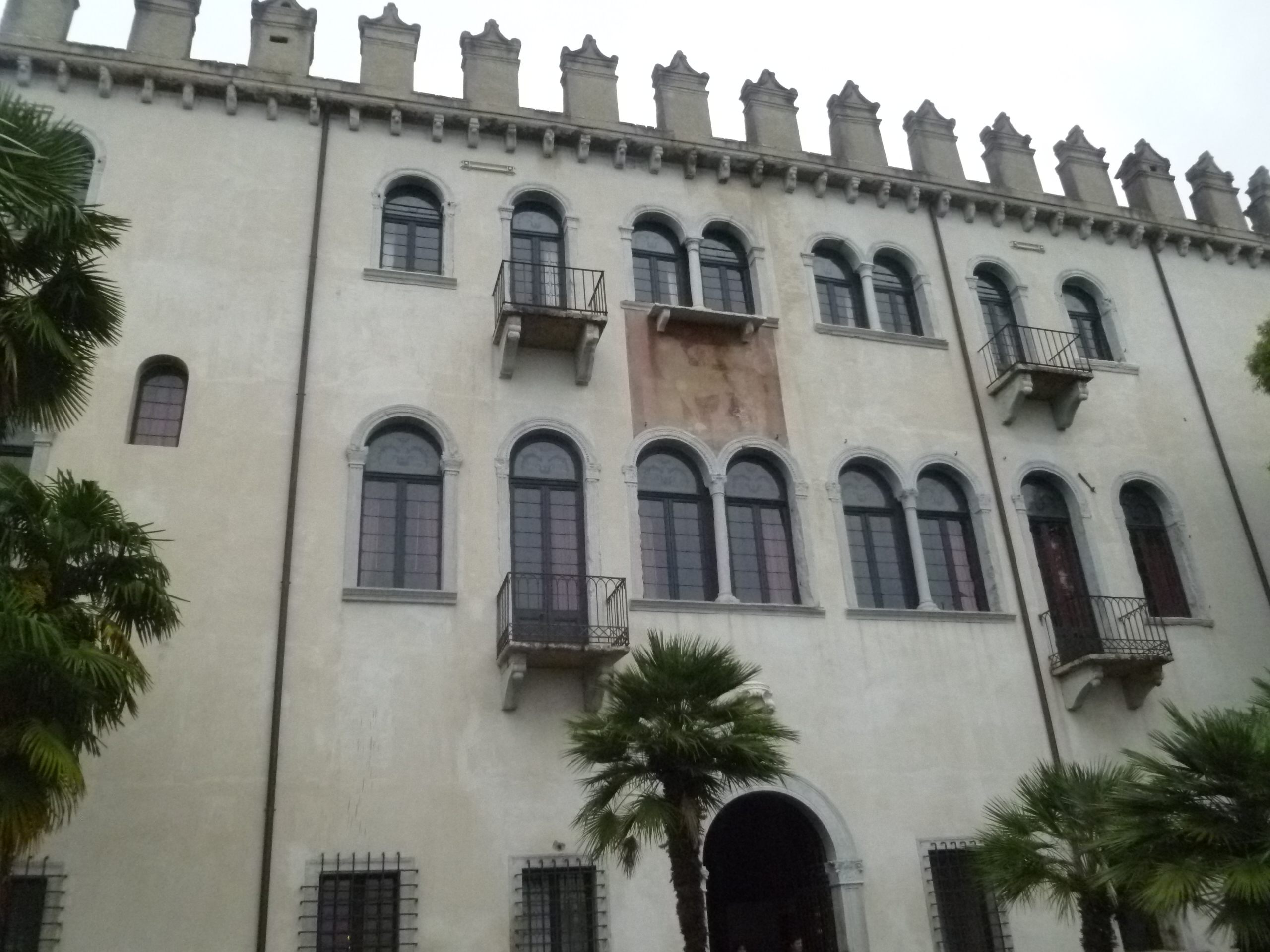
Palazzo dei Capitani in Malcesine, Noord-Italië

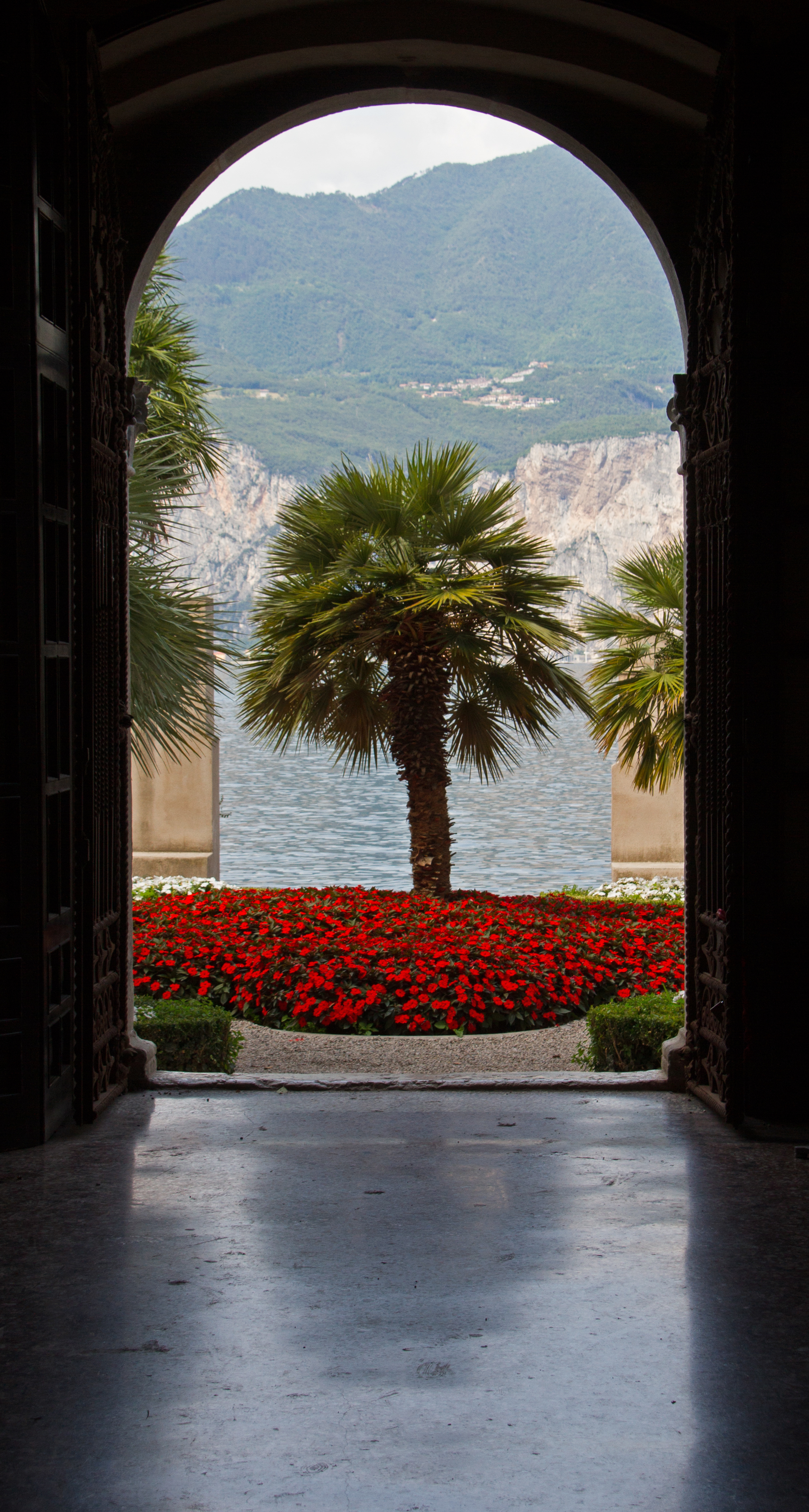
Tuin en het Gardameer

Het Palazzo dei Capitani (13e-14e eeuw) is een kasteel gelegen aan het Gardameer in de Noord-Italiaanse regio Veneto, meer bepaald in de gemeente Malcesine. Het huisvest de gemeentelijke administratie en de bibliotheek van Malcesine. Sinds 1902 geniet het erkenning van nationaal monument van Italië.
Het oudste deel, dat van de 13e-14e eeuw, is in gotische bouwstijl. Het recente deel, daterend van de tweede helft van de 15e eeuw, is in Venetiaanse stijl.

## Naam
De republiek Venetië installeerde er (1618-1797) de Gardesana dell’Acqua. Dit was een kazerne voor de kapitein die bevel voer over een wachtpost ter militaire controle over de streek.

## Historiek
In de overgang 13e – 14e eeuw bouwde Francesco Mercanti uit Verona op deze plek het kasteel. Zijn nazaten bewoonden het kasteel tot het circa 1450 bouwvallig werd ten gevolge van zware schade door een aardbeving en een brand. Vanaf 1450 maakte het gebied van Malcesine deel uit van de republiek Venetië (tot 1797).
In 1473 kocht Alessandro Miniscalchi de ruïne; hij liet het restaureren in Venetiaanse bouwstijl en bovendien luxueus decoreren.
Op bevel van de doge van Venetië werd de stad Verona eigenaar van het kasteel in het jaar 1618. De stad moest er de Gardesana dell’Acqua verzekeren, de lokale kazerne der Venetianen in Malcesine en omgeving. Tevoren zetelde de capitano in het Castello Scaligero. Enkele herstelwerken vonden in deze periode plaats. Tijdens de Spaanse Successieoorlog, begin 18e eeuw, kon de Gardesana dell’Acqua de streek vrijwaren voor de republiek Venetië.
In 1854 besliste het Oostenrijkse bestuur van het koninkrijk Lombardije-Venetië dat de gemeente Malcesine eigenaar moest zijn van de Gardesana dell’Acqua en niet meer het verder af gelegen Verona. Vanaf 1897, in het koninkrijk Italië, gebruikte de gemeente Malcesine het gebouw enkel nog voor burgerlijke doeleinden.
In het jaar 2007 werd een grondige restauratie van het gelijkvloers en de eerste verdieping doorgevoerd. De bas-reliëfs die de wapenschilden van verschillende kapiteins voorstellen, werden opgefrist op het gelijkvloers. Dit gold ook voor de salons van de kapitein op de eerste verdieping. Op de tweede verdieping bevonden zich de kamers van het kamerpersoneel en de kapelaan. De tuin loopt uit op het Gardameer; in vroegere tijden meerde het schip van de kapitein daar aan, genaamd de Ganzarina.